# Santiago Mirabent
Santiago Mirabent Montaño (Ciudad de México, 22 de septiembre de 1989) es un exactor y excantante mexicano.

## Biografía
Hijo de Manuel Mirabent y Gabriela Montaño. Tiene dos hermanos, Jimena y Manuel. Empezó desde muy niño actuando, ya en la escuela primaria asistía a talleres de teatro.
Estudió arquitectura de interiores en el Centro de Diseño, Cine y Televisión desde 2009 hasta 2012, y actualmente cuenta con un despacho de interiorismo, diseño de mobiliario y asesoría en decoración llamado GARAGE interiorismo y diseño, aunque luego le cambió el nombre a Estudio 1989.
Debutó como actor en la telenovela infantil De pocas, pocas pulgas siendo además su primer protagónico, compartió escena con la también estrella infantil Natasha Dupeyrón y con el primer actor Ignacio López Tarso. Al terminar la telenovela, realizó una gira por México junto a sus compañeros de elenco de la telenovela.
Posteriormente, participó en las telenovelas Sueños y caramelos y Piel de otoño en el 2005.

## Filmografía

### Programas
- Q-Riosos (2016)

### Telenovelas
- Tenías que ser tú (2018) ... Danilo Fernández
- Piel de otoño (2005)
- Sueños y caramelos (2005) ... Rogelio
- De pocas, pocas pulgas (2003) ... Danilo Fernández